# Tragium aromaticum
Tragium aromaticum är en flockblommig växtart som beskrevs av Spreng.. Tragium aromaticum ingår i släktet Tragium och familjen flockblommiga växter. Inga underarter finns listade i Catalogue of Life.